# Ulleungdo
Ulleungdo (koreanska: 울릉도) är en ö i Sydkorea.   Den ligger i kommunen Ulleung-gun och provinsen Norra Gyeongsang, i den östra delen av landet, 300 km öster om huvudstaden Seoul. Arean är 73 kvadratkilometer.
Terrängen på Ulleung-do är kuperad. Öns högsta punkt Seonginbong är 984 meter över havet. Ön sträcker sig 10,7 kilometer i nord-sydlig riktning, och 11,5 kilometer i öst-västlig riktning.
Klimatet i området är tempererat. Årsmedeltemperaturen i trakten är 14 °C. Den varmaste månaden är augusti, då medeltemperaturen är 23 °C, och den kallaste är februari, med 8 °C. Genomsnittlig årsnederbörd är 1 140 millimeter. Den regnigaste månaden är augusti, med i genomsnitt 221 mm nederbörd, och den torraste är januari, med 15 mm nederbörd.
Ullungrönnen insamlades 1976 av Tor Nitzelius på ön.